# Cal Simó (Vallbona d'Anoia)
Cal Simó és una obra noucentista de Vallbona d'Anoia (Anoia) inclosa a l'Inventari del Patrimoni Arquitectònic de Catalunya.

## Descripció
Aquesta casa dona a dos carrers: la façana principal la té al c/major i la posterior, al c/nou. Ens interessa la part posterior, de jardins. on es veu que es una casa amb diferents habitatges amb entrada individualitzada i precedida per un pati i portes de ferro forjat. A la primera planta vitralls de l'època en bon estat de conservació. Finestres i portes remarcades i interessant acabament terrassat amb decoracions d'acordonament i barana de ferro.

## Història
Primer quart de segle xx.